# 西月隈出入口
西月隈出入口（にしつきぐまでいりぐち）は福岡県福岡市博多区西月隈付近にある福岡高速道路環状線の出入口である。

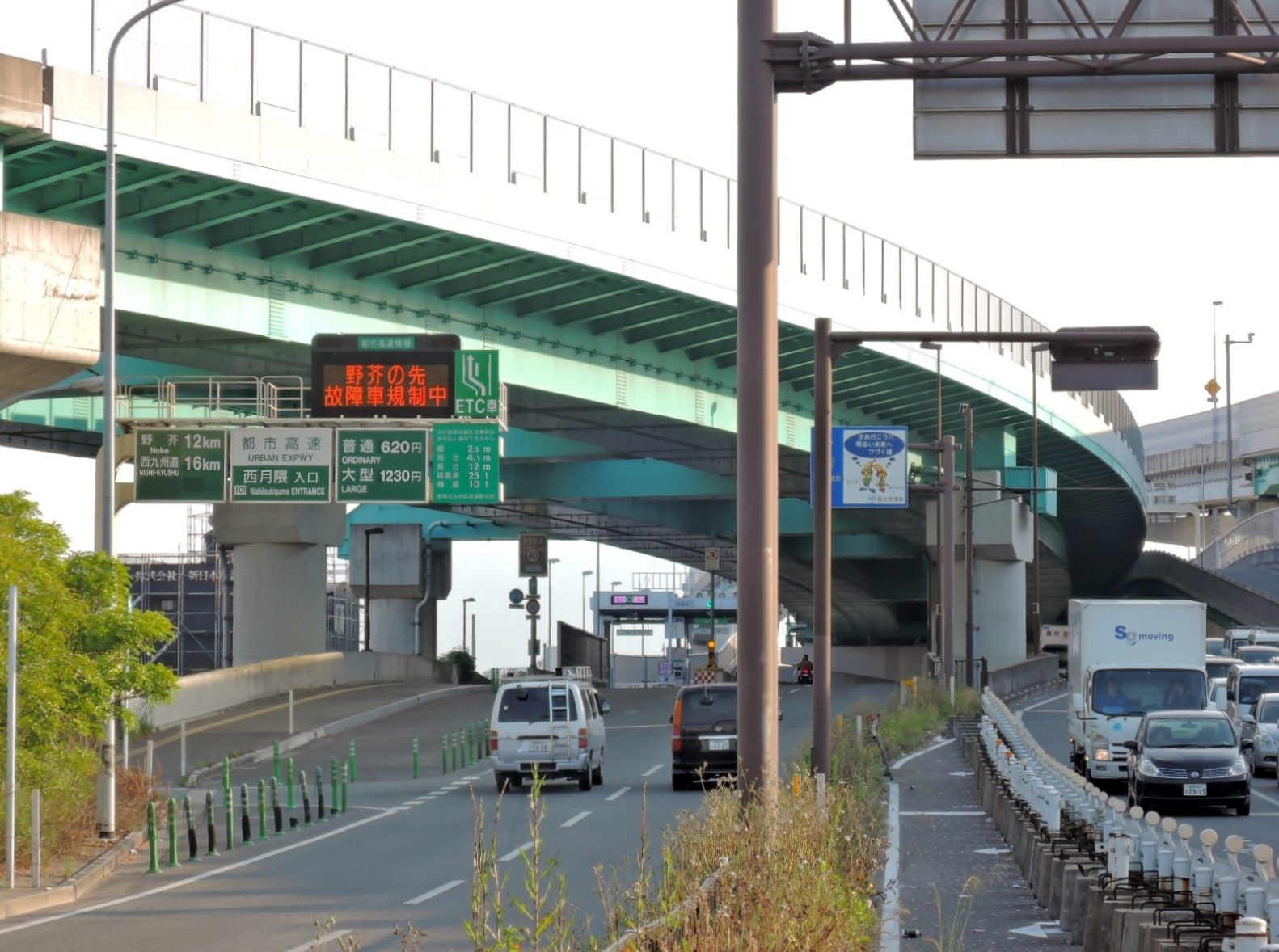
国道３号線立花寺付近より月隈ジャンクションを写す。左側が、西月隈入口

## 周辺
- 東平尾公園、博多の森陸上競技場・球技場など、アクシオン福岡（福岡県立スポーツ科学情報センター、福岡県立総合プール）
- 福岡空港国内線（南回り）
- 福岡市立南福岡特別支援学校
- 国道3号
- 福岡東環状線

## 料金所

### 福重JCT方面
- ブース数：2
  - ETC専用：1
  - 一般：1

## 注意点
- 西月隈出入口は、西行き・福重JCT方面の出入口である。東行き・月隈JCT方面は、西隣にある板付出入口を利用する。

## 隣
福岡高速環状線
月隈JCT - (501)西月隈出入口 - (502)板付出入口